# Canton d'Archiac
Le canton d'Archiac est une ancienne division administrative française située dans le département de la Charente-Maritime, en région Nouvelle-Aquitaine.

## Géographie

### Le cadre géographique
Ce canton qui appartenait à l'arrondissement de Jonzac était contigu au canton de Jonzac à l'ouest et à celui de Saint-Genis-de-Saintonge au nord-ouest. 
Au nord, il confinait avec le canton de Pons qui le mettait en contact avec l'arrondissement de Saintes.
À l'est, le canton d'Archiac voisinait avec le département de la Charente où il était bordé du nord au sud par les cantons de Cognac-Sud, Segonzac, Barbezieux-Saint-Hilaire et Baignes-Sainte-Radegonde, tous ces cantons faisaient partie de  l'arrondissement de Cognac.

### Le cadre physique
Ce canton était organisé autour d'Archiac dans l'arrondissement de Jonzac. Son altitude variait de 8 m (Celles) à 121 m (Saint-Eugène) pour une altitude moyenne de 66 m. C'est le domaine de la Champagne d'Archiac qui partage les mêmes sols et les mêmes assises sédimentaires que la Champagne de Pons et la Champagne de Jonzac, terroirs viticoles et céréaliers par excellence.
La rivière Né lui sert en partie de délimitation administrative séparant ce canton du département voisin de la Charente avec lequel il a de profondes affinités, ne serait-ce que sur le plan de la viticulture où le canton d'Archiac est un très gros producteur d'eaux de vie de cognac.
C'est un canton profondément rural où la viticulture occupe encore une place de choix. Elle est destinée à la production des eaux de vie de cognac étant située dans la zone de Petite Champagne du cru de cognac, ce qui en fait un riche terroir viticole.
Les industries rurales sont issues du milieu de la vigne et de la production viticole (distilleries d'eaux de vie, construction de matériel agricole et viticole, chaudronnerie). 
Aucune ville n'est présente dans ce canton rural où le chef-lieu de canton, Archiac, est avec Loulay, l'un des deux plus petits chefs-lieux de canton de la Charente-Maritime, ne dépassant d'ailleurs pas le millier d'habitants. Par contre, l'influence urbaine de Cognac y est fortement ressentie et, dans une moindre mesure, celle de Jonzac.

## Histoire
De 1790 à 1800, ce canton faisait partie de l'ancien district de Pons qui a été dissous pendant le Consulat en 1800.
Il a ensuite fait partie de l'arrondissement de Jonzac et n'a subi aucune modification territoriale jusqu'à sa disparition.

## Représentation

### Conseillers d'arrondissement (de 1833 à 1940)
| Période                                  | Période | Identité                                       | Étiquette    | Qualité |
| ---------------------------------------- | ------- | ---------------------------------------------- | ------------ | --- |
| 1833                                     | 1842    | Jean Martial Gallut                            |              | Notaire, maire d'Archiac                                                                                    |
| 1842                                     | 1848    | François Eugène Victor Jousseaulme (1802-1877) |              | Médecin à Arthenac                                                                                          |
|                                          |         |                                                |              | |
| 1852                                     | 1861    | Camille Gallut                                 |              | Notaire à Archiac                                                                                           |
|                                          |         |                                                |              | |
| 1880                                     | 1886    | Marcel Cadiot (1830-1911)                      | Conservateur | Grand propriétaire et négociant à Neuillac                                                                  |
| 1886                                     | 1901    | Théophile Drouet                               | Républicain  | Président du Conseil d'arrondissement, cultivateur, conseiller municipal de Sainte-Lheurine                 |
| 1901                                     | 1919    | Edmond Barril                                  | Rad.         | Notaire à Lonzac                                                                                            |
| 1919                                     | 1934    | Raymond Babin                                  | Rad.ind.     | Docteur en médecine, maire d'Archiac                                                                        |
| 1934                                     | 1940    | Félix Chartier                                 | Radical      | Entrepreneur de travaux publics, Brie-sous-Archiac                                                          |
| 1940                                     |         |                                                |              | Les conseils d'arrondissement ont été suspendus par la loi du 12 octobre 1940 et n'ont jamais été réactivés |
| Les données manquantes sont à compléter. |         |                                                |              | |

### Conseillers généraux de 1833 à 2015
| Période               | Identité                                           | Parti        | Qualité |
| --------------------- | -------------------------------------------------- | ------------ | --- |
| 1833-1836             | François Guichard Sieur de Préfontaine (1778-1854) |              | Maire de Saint-Fort (1797-1835)                                                                                       |
| 1836-1861             | Christophe Banchereau-Lagrange (1804-1866)         |              | Substitut du Procureur à Rochefort puis Procureur du Roi à Barbezieux puis juge au Tribunal civil d'Angoulême         |
| 1861-1867             | Camille Gallut                                     |              | Notaire, juge de paix à Jonzac, maire d'Archiac 1848-1852/1855-1857, conseiller d'arrondissement                      |
| 1867-1870             | Félix Dubreuilh                                    |              | Juge de Paix |
| 1870-1871             | Basile Saboureaud                                  |              | Négociant à Archiac                                                                                                   |
| 1871-1898             | Emile Larquier                                     | Républicain  | Docteur en Médecine, Maire d'Arthenac                                                                                 |
| 1898-1917 (décès)     | Paul Larquier (fils du précédent)                  | rad.         | Docteur en Médecine, Maire d'Archiac 1888-1917                                                                        |
| 1917-1919             | siège vacant                                       |              | |
| 1919-1934             | Clément Barabeau (1861-1936)                       | Rad.ind.     | Propriétaire, Maire de Jarnac-Champagne                                                                               |
| 1934-1940             | Raymond Babin                                      | Rad.ind.     | Docteur en Médecine, Maire d'Archiac 1919-1941, conseiller d'arrondissement                                           |
|                       |                                                    |              | |
| 1945-1966 (démission) | Marcel Bidet                                       | rad.         | Vétérinaire, Maire d'Archiac 1945-1971                                                                                |
| 1966-1992             | Jean Gendron                                       | DVG puis PS  | Instituteur, conseiller municipal d'Arthenac (1947-1977) puis de Brie-sous-Archiac (1977-1983)                        |
| 1992-2004             | François Robin                                     | DVD puis UMP | Docteur Vétérinaire, Maire d'Archiac 1995-2008, Vice-président de la Communauté de communes de la Haute-Saintonge     |
| 2004-2011             | Michel Lachaize                                    | PS           | Agriculteur, Maire de Germignac (2001-2014)                                                                           |
| 2011-2015             | Chantal Guimberteau                                | DVD          | Secrétaire de mairie Maire d'Arthenac (2011-2020), Vice-présidente de la Communauté de communes de la Haute-Saintonge |
|                       |                                                    |              | |

## Composition
Le canton d'Archiac regroupait dix-sept communes et comptait 6 315 habitants (recensement de 2006 - population sans les doubles-comptes ou population municipale).
| Communes                | Population (2012) | Code postal | Code Insee |
| ----------------------- | ----------------- | ----------- | ---------- |
| Allas-Champagne         | 224               | 17500       | 17006      |
| Archiac                 | 815               | 17520       | 17016      |
| Arthenac                | 322               | 17520       | 17020      |
| Brie-sous-Archiac       | 232               | 17520       | 17066      |
| Celles                  | 283               | 17520       | 17076      |
| Cierzac                 | 222               | 17520       | 17106      |
| Germignac               | 579               | 17520       | 17175      |
| Jarnac-Champagne        | 755               | 17520       | 17192      |
| Lonzac                  | 240               | 17520       | 17209      |
| Neuillac                | 270               | 17520       | 17258      |
| Neulles                 | 140               | 17500       | 17259      |
| Saint-Ciers-Champagne   | 363               | 17520       | 17316      |
| Saint-Eugène            | 313               | 17520       | 17326      |
| Saint-Germain-de-Vibrac | 198               | 17500       | 17341      |
| Sainte-Lheurine         | 460               | 17520       | 17355      |
| Saint-Maigrin           | 550               | 17520       | 17357      |
| Saint-Martial-sur-Né    | 349               | 17520       | 17364      |

## Démographie
| 1962  | 1968  | 1975  | 1982  | 1990  | 1999  | 2006  | 2011  | 2012  |
| ----- | ----- | ----- | ----- | ----- | ----- | ----- | ----- | ----- |
| 7 083 | 6 901 | 6 482 | 6 127 | 6 184 | 6 148 | 6 315 | 6 733 | 6 813 |